# Ирландски вълкодав
Ирландски вълкодав (на англ. Irish Wolfhound) е най-високото куче в света, ловна порода, разчитаща на острото си зрение при търсене и преследване на плячката. Този кротък гигант има нужда от открити пространства, които да изследва. Това е древна порода, която е съществувала в Ирландия още през 4 век. Породата е абсолютно неагресивна, със загубен ловен инстинкт, служи само като домашно куче. Не е подходяща за охрана, защото не лае и не предупреждава за врагове. Не понася отглеждане на открито при българския климат. Разходите и самото куче като себестойност са големи. Изисква свободно време и грижи, специален режим на хранене и движение.
Както други едри породи ирландският вълкодав е предразположен към тазобедрена дисплазия и стомашна дилатация и синдром на волвулус (превъртане на стомаха).